# Eliel (productor)
Eliel Lind Osorio (Río Grande, Puerto Rico; 7 de enero de 1981) conocido simplemente como Eliel en el medio artístico es un DJ, productor y arreglista de reguetón. Su asociación con Don Omar le ha reportado éxito comercial y elogios de la crítica especializada.

## Biografía
El inicio de su carrera artística ocurre en el año 2001. Dos años antes, en un concurso de talentos, había sido detectado por diversos cantantes de reguetón. En este concurso obtuvo el primer lugar. Tras esto fue invitado por Héctor el Father a que arreglara algunas canciones para él cuando formaba parte del dueto Héctor & Tito. Héctor quedó muy admirado por su excelente trabajo. Después, este le presentaría a Don Omar, en ese entonces corista de Los Bambino.
Así fue como Don Omar para el año 2003, le ofreció a Eliel un contrato formal para participar como arreglista en su primer trabajo, The Last Don. Eliel ha trabajado en varios sectores y varios sellos discográficos, asociándose con varias compañías del medio, entre ellas V.I Music y Flow Brendy Records, arreglando y produciendo para esta compañía novata. En lo que va de toda su carrera, Eliel ha compuesto canciones principalmente para Don Omar y Zion & Lennox.

## Discografía
- 2004: El Que Habla Con Las Manos
- 2005: Greatest Beats
- 2008: Beat Collection

## Producciones discográficas
Adaptado desde Allmusic.
- 2001: Dynastia, Parte I
- 2001: Gárgolas III
- 2001: Zona de Combate: Primera Batalla
- 2001: The Cream Hit's: Lirical Majestic
- 2001: Mix-Hits: La Mezcla Radical, Vol. 1
- 2002: Mega Hits
- 2002: Grayskull II
- 2002: Capos de la Lírica
- 2002: Rompiendo el hielo
- 2002: A la reconquista
- 2003: Evolución
- 2003: DJ Reynaldo Presenta: Da' Flex
- 2003: The Last Don
- 2003: VIP: Nunca salgas a perrear sin ella
- 2003: Los Homerun-Es
- 2003: Los Caballotes del Genero
- 2003: Blin Blin, vol. 1
- 2003: Sin límite
- 2003: Luny Tunes & Noriega: Mas Flow
- 2003: Gárgolas, vol. 4
- 2003: Dando Candela
- 2004: Motivando a la Yal
- 2004: The Last Don: Live
- 2004: Barrio Fino
- 2004: Fuera de Serie
- 2004: Los MVP
- 2004: Todo a su tiempo
- 2004: Chosen Few: El Documental
- 2004: La misión 4: The Take Over
- 2004: Vida escante
- 2005: Glou/Glory
- 2005: Motivando a la Yal: Special Edition
- 2005: Los bandoleros
- 2005: Chain Reaction
- 2005: Da Hitman Presents Reggaeton Latino
- 2006: No Hay Mas Na' Que Hablar
- 2006: King of Kings
- 2006: Gárgolas: The Next Generation
- 2006: Los Bandoleros Reloaded
- 2006: Los Compadres: La Perfecta Ocasión
- 2006: King of Kings: Armageddon Edition
- 2007: Teatro del Barrio
- 2007: Tigi Tigi
- 2007: Progresivo
- 2007: Millennium
- 2007: King of Kings: Live
- 2008: Showtime
- 2008: Mi Sentimiento
- 2008: Caribbean Connection
- 2008: Los Brothers
- 2008: El Pentágono Return
- 2009: Pa' la calle mixtape
- 2009: Química perfecta
- 2010: Golpe de Estado
- 2010: Los Verdaderos
- 2010: Meet the Orphans
- 2011: Forever
- 2012: Pina Records presenta: La Fórmula
- 2012: En Tu Presencia
- 2013: My World 2: The Secret Code
- 2015: The Last Don 2
- 2015: Renacer
- 2015: Si me porto mal
- 2017: Persiguiendo un sueño
- 2018: Aura
- 2019: Híbrido (EP)
- 2019: Nibiru
- 2019: The Last Album
- 2024: LA PANTERA NEGRA